# 开元观
30°21′20″N 112°10′26″E / 30.35556°N 112.17389°E
开元观位于中华人民共和国湖北省荆州市荆州区荆州中路荆州博物馆内，始建于唐，现存山门、雷神殿、三清殿、天门、祖师殿等明清建筑。2006年与太晖观、玄妙观作为“荆州三观”被列为第六批全国重点文物保护单位。
- 山门
- 山门前石狮
- 山门后侧
- 雷神殿
- 雷神殿后侧
- 三清殿
- 三清殿后侧
- 天门
- 天门
- 祖师殿
- 祖师殿
- 古井

## 文物保护情况
1956年11月15日，以“开元覌”的名义被湖北省人民委员会列为第一批湖北省文物保护单位；2006年5月25日，作为荆州三观的子项被中华人民共和国国务院列为第六批全国重点文物保护单位。
其作为文物的保护范围为：开元观及周围一定范围。四至：东至中轴线以东30米，西至中轴线以西30米，南至荆中路，北至祖师殿台基以北30米。
其作为文物的建设控制地带为：以保护范围四至为界，四周各向外延伸20米。